# Sonneck (Gemeinde Aspangberg-St. Peter)
Sonneck ist ein Ortsteil der Gemeinde Aspangberg-St. Peter in Niederösterreich.
Die Siedlung, die in der 2. Hälfte des 20. Jahrhunderts entstand, schließt südwestlich direkt an Aspang-Markt an. Im Franziszeischen Kataster von 1820 ist diese Stelle nur durch wenige Einzelsiedlungen bebaut.